# Suore di carità domenicane della Presentazione della Santa Vergine
Le Suore di Carità Domenicane della Presentazione della Santa Vergine (in latino Institutum Sorores Dom. Caritatis a Praesentatione Beatae Mariae Virginis, in francese Sœurs de Charité Dominicaines de la Présentation de la Sainte Vierge de Tours) sono un istituto religioso femminile di diritto pontificio: i membri di questa congregazione, dette più semplicemente Domenicane della Presentazione, pospongono al loro nome la sigla O.P.

## Storia
La congregazione sorse dopo la fine del regno di Luigi XIV, periodo travagliato da carestie e sommosse, e durante il periodo di ordine e prosperità del governo di Fleury: venne fondata nel 1696 a Sainville da Marie Poussepin (1653-1744) per il servizio nelle parrocchie (catechesi, istruzione, opere ospedaliere) e Charles-François des Montiers de Mérinville, vescovo di Chartres, diede il riconoscimento diocesano alle Domenicane della Presentazione il 5 marzo 1738.
Le suore vennero disperse nel 1793; terminato il periodo rivoluzionario, le religiose superstiti si riunirono a Janville-sur-Juine, allora in diocesi di Versailles, e il 21 novembre 1803 ridiedero inizio all'istituto.
L'istituto ricevette il decreto di lode da papa Leone XIII il 25 luglio 1885 e le sue costituzioni vennero approvate definitivamente da papa Pio XI il 13 maggio 1928; la congregazione venne aggregata all'Ordine dei Frati Predicatori il 15 dicembre 1959.
La fondatrice è stata beatificata nella basilica di San Pietro a Roma da papa Giovanni Paolo II il 20 novembre 1994.

## Attività e diffusione
Le Suore Domenicane della Presentazione si dedicano a tutte le opere di misericordia corporale: prestano la loro opera in ospedali, cliniche, lebbrosari, orfanotrofi e asili. Sono attive soprattutto nei paesi in via di sviluppo.
Sono presenti in Europa (Francia, Italia, Regno Unito, Spagna), in Africa (Burkina Faso, Camerun, Ciad, Costa d'Avorio), nelle Americhe (Antille Olandesi, Argentina, Bolivia, Brasile, Cile, Colombia, Cuba, Repubblica Dominicana, Ecuador, Guatemala, Haiti, Honduras, Messico, Nicaragua, Panama, Paraguay, Perù, Porto Rico, El Salvador, Stati Uniti d'America, Uruguay, Venezuela), in Asia (Corea del Sud, India, Iraq, Palestina); la sede generalizia è a Roma.
Al 31 dicembre 2005, la congregazione contava 2.775 religiose in 389 case.